# Antoine Nicolas Duchesne
Pour les articles homonymes, voir Antoine Duchesne (homonymie) et Duchesne.
Antoine Nicolas Duchesne est un agronome français, né le 7 octobre 1747 à Versailles et mort le 18 février 1827.
Il est le fils d’Antoine Duchesne, prévôt des bâtiments du château de Versailles. C'est là qu'il découvre la botanique et le jardinage et s'intéresse particulièrement aux fraisiers et réunit, dans le jardin botanique du Trianon, une importante collection. Il accompagne en Grande-Bretagne l’abbé Nolin (ou Nollin), directeur des pépinières du roi.
À la Révolution, il devient professeur d’histoire naturelle à l’École centrale de Seine-et-Oise et au Prytanée de Saint-Cyr. Il termine sa carrière comme censeur au lycée de Versailles.
Le genre Duchesnea, plantes de la famille des Rosacées à port de fraisier, lui a été dédié.

## Publications
(Liste partielle)
- Manuel de botanique, contenant les propriétés des plantes utiles (1764).
- Essai sur l’histoire naturelle des courges paru dans l’Encyclopédie méthodique de Jean-Baptiste de Lamarck (1744-1829) (1764).
- Histoire naturelle des fraisiers contenant les vues d'économie réunies à la botanique et suivie de remarques particulières sur plusieurs points qui ont rapport à l'histoire naturelle générale (Didot jeune, Paris, 1766). en ligne sur la Bayerische Staatsbibliothek et sur GoogleBooks.
- Le Jardinier prévoyant, contenant par forme de tableau, le rapport des opérations journalières avec le temps des récoltes successives qu'elles préparent (P. F. Didot jeune, Paris, onze volumes, 1770-1781).
- Sur la formation des jardins (Dorez, Paris, 1775).
- Le Porte-feuille des enfans, mélange intéressant d'animaux, fruits, fleurs, habillemens, plans, cartes et autres objets… (Mérigot jeune, Paris, date imprécise, sans doute 1784, en collaboration avec le mathématicien Auguste-Savinien Leblond).
- Le Livret du ″Porte-feuille des enfans″, à l'usage des écoles… d'après la loi du 11 germinal an IV (imprimerie de Gueffier, Paris, an VI – 1797).
- Le Cicerone de Versailles, ou l'Indicateur des curiosités et des établissemens de cette ville… (J.-P. Jacob, Versailles, an XII — 1804, réédité et augmenté en 1815).